# Xylopia obtusifolia
Xylopia obtusifolia är en kirimojaväxtart som först beskrevs av A. Dc., och fick sitt nu gällande namn av Achille Richard. Xylopia obtusifolia ingår i släktet Xylopia och familjen kirimojaväxter. Inga underarter finns listade i Catalogue of Life.